# Umetanje (genetika)
U genetici, umetanje (mutacija umetanja) je dodavanje jednog ili više nukleotidnih baznih parova u DNK sekvencu. Do toga može doći u mikrosatelitskim regionima usled grešaka DNK polimeraze. Veličina umetnutih segmenata se kreće od jednog para baza, do sekcije jednog hromozoma umetnute u drugi hromozom.
Na hromozomskom nivou, umetanje podrazumeva veće segmente sekvenci. Do toga dolazi usled nejednakog hromozomskog krosing-overa tokom mejoze.
Adicija N regiona je dodavanje nekodirajućih nukleotida tokom rekombinacije pomoću terminalna dezoksinukleotidilna transferaza.
Umetanje P nukleotida je umetanje paliandromkih sekvenci kodiranih krajevima rekombinirajućih genskih segmentata.
Trinukleotidna ponavljanja se ponekad klasifikuju kao mutacije umetanja a ponekad kao zasebna klasa mutacija.